# Джошуа Ігл
Джошуа Ігл (англ. Joshua Eagle; нар. 10 травня 1973) — колишній австралійський тенісист.
Найвищу одиночну позицію світового рейтингу — 219 місце досяг 28 лютого 1994, парну — 11 місце — 23 квітня 2001 року.
Здобув 5 парних титулів.
Найвищим досягненням на турнірах Великого шолома був фінал в змішаному парному розряді.

## Юніорські фінали турнірів Великого шолома

### Парний розряд: 1 (1 перемога)
| Результат | Рік  | Турнір                                 | Покриття | Партнер    | Суперник                 | Рахунок  |
| --------- | ---- | -------------------------------------- | -------- | ---------- | ------------------------ | -------- |
| Перемога  | 1991 | Відкритий чемпіонат Австралії з тенісу | Тверде   | Грант Дойл | Джеймі Гомс Пол Кілдеррі | 7–6, 6–4 |

## Фінали турнірів ATP за кар'єру

### Парний розряд: 24 (5–19)
| Легенда (парний розряд)         |
| ------------------------------- |
| Великий Шлем (0–0)              |
| Фінали Світового туру ATP (0–0) |
| Серія Мастерс ATP (0–2)         |
| Серія турнірів ATP (2–2)        |
| Світова серія ATP (3–15)        |

| Фінали за покриттям |
| ------------------- |
| Тверде (3–7)        |
| Ґрунт (2–9)         |
| Трава (0–2)         |
| Килим (0–1)         |

| Фінали за типом корту |
| --------------------- |
| Відкритий (4–18)      |
| Закритий (1–1)        |

| Результат | В-П  | Дата     | Турнір                                         | Рівень           | Покриття | Партнер         | Суперники                            | Рахунок                 |
| --------- | ---- | -------- | ---------------------------------------------- | ---------------- | -------- | --------------- | ------------------------------------ | ----------------------- |
| Поразка   | 0–1  | Кві 1995 | Seoul Open, Південна Корея                     | Світова серія    | Тверде   | Ендрю Флорент   | Себастьян Ларо Джефф Таранго         | 3–6, 2–6                |
| Поразка   | 0–2  | Чер 1996 | Oporto Open, Португалія                        | Світова серія    | Ґрунт    | Ендрю Флорент   | Емануел Коуту Бернардо Мота          | 6–4, 4–6, 4–6           |
| Поразка   | 0–3  | Лип 1996 | Swedish Open, Швеція                           | Світова серія    | Ґрунт    | Петер Нюборґ    | Давід Екерот Джефф Таранго           | 4–6, 6–3, 4–6           |
| Перемога  | 1–3  | Січ 1998 | Аделаїда, Австралія                            | Світова серія    | Тверде   | Ендрю Флорент   | Елліс Феррейра Рік Ліч               | 6–4, 6–7, 6–3           |
| Поразка   | 1–4  | Тра 1998 | Мюнхен, Німеччина                              | Світова серія    | Ґрунт    | Ендрю Флорент   | Тодд Вудбрідж Марк Вудфорд           | 0–6, 3–6                |
| Поразка   | 1–5  | Чер 1998 | Rosmalen Grass Court Championships, Нідерланди | Світова серія    | Трава    | Ендрю Флорент   | Гійом Рау Ян Сімерінк                | 6–7(5–7), 2–6           |
| Поразка   | 1–6  | Лип 1998 | Штутгарт, Німеччина                            | Серія Чемпіоншип | Ґрунт    | Джим Грабб      | Олів'є Делетр Фабріс Санторо         | 1–6, 6–3, 3–6           |
| Поразка   | 1–7  | Сер 1998 | Кіцбюель, Австрія                              | Світова серія    | Ґрунт    | Ендрю Кратцманн | Том Кемперс Даніель Оршанік          | 3–6, 4–6                |
| Поразка   | 1–8  | Бер 2000 | Делрей-Біч, США                                | Світова серія    | Тверде   | Ендрю Флорент   | Браян Макфі Ненад Зімоньїч           | 5–7, 4–6                |
| Поразка   | 1–9  | Кві 2000 | Estoril Open, Португалія                       | Світова серія    | Ґрунт    | Девід Адамс     | Доналд Джонсон Піт Норвал            | 4–6, 5–7                |
| Поразка   | 1–10 | Лип 2000 | Кіцбюель, Австрія                              | Світова серія    | Ґрунт    | Ендрю Флорент   | Пабло Альбано Цирил Сук              | 3–6, 6–3, 3–6           |
| Поразка   | 1–11 | Сер 2000 | Торонто, Канада                                | Серія Мастерс    | Тверде   | Ендрю Флорент   | Себастьян Ларо Деніел Нестор         | 3–6, 6–7(3–7)           |
| Перемога  | 2–11 | Бер 2001 | Dubai Tennis Championships, ОАЕ                | Серія Чемпіоншип | Тверде   | Сендон Столл    | Ненад Зімоньїч Деніел Нестор         | 6–4, 6–4                |
| Поразка   | 2–12 | Кві 2001 | Монте-Карло, Монако                            | Серія Мастерс    | Ґрунт    | Ендрю Флорент   | Йонас Бйоркман Тодд Вудбрідж         | 6–3, 4–6, 2–6           |
| Поразка   | 2–13 | Січ 2002 | Сідней, Австралія                              | Світова серія    | Тверде   | Сендон Столл    | Доналд Джонсон Джаред Палмер         | 4–6, 4–6                |
| Поразка   | 2–14 | Бер 2002 | Dubai Tennis Championships, ОАЕ                | Серія Чемпіоншип | Тверде   | Сендон Столл    | Марк Ноулз (тенісист) Деніел Нестор  | 6–3, 3–6, [11–13]       |
| Перемога  | 3–14 | Лип 2002 | Гштад, Швейцарія                               | Світова серія    | Ґрунт    | Давід Рікл      | Массімо Бертоліні Крістіан Бранді    | 7–6(7–5), 6–4           |
| Перемога  | 4–14 | Лип 2002 | Штутгарт, Німеччина                            | Світова серія    | Ґрунт    | Давід Рікл      | Девід Адамс Гастон Етліс             | 6–3, 6–4                |
| Поразка   | 4–15 | Жов 2002 | Москва, Росія                                  | Серія Інтернешнл | Килим    | Сендон Столл    | Роджер Федерер Максим Мирний         | 4–6, 6–7(0–7)           |
| Перемога  | 5–15 | Жов 2002 | Відень, Австрія                                | Серія Чемпіоншип | Тверде   | Сендон Столл    | Їржі Новак (тенісист) Радек Штепанек | 6–4, 6–3                |
| Поразка   | 5–16 | Січ 2003 | Сідней, Австралія                              | Світова серія    | Тверде   | Магеш Бгупаті   | Пол Генлі Натан Гілі                 | 6–7(3–7), 4–6           |
| Поразка   | 5–17 | Тра 2003 | Мюнхен, Німеччина                              | Світова серія    | Ґрунт    | Джаред Палмер   | Вейн Блек Кевін Ульєтт               | 3–6, 5–7                |
| Поразка   | 5–18 | Чер 2003 | Nottingham Open, Велика Британія               | Світова серія    | Трава    | Джаред Палмер   | Боб Браян Майк Браян                 | 6–7(3–7), 6–4, 6–7(4–7) |
| Поразка   | 5–19 | Сер 2003 | Лос-Анджелес, США                              | Світова серія    | Тверде   | Шенг Схалкен    | Ян-Майкл Гембілл Тревіс Перротт      | 4–6, 6–3, 5–7           |

## Фінали ATP Челленджер і ITF Ф'ючерс

### Парний розряд: 10 (7–3)
| Легенда              |
| -------------------- |
| ATP Челленджер (7–3) |
| ITF Ф'ючерс (0–0)    |

| Фінали за покриттям |
| ------------------- |
| Тверде (2–2)        |
| Ґрунт (2–0)         |
| Трава (2–1)         |
| Килим (1–0)         |

| Результат | В-П | Дата     | Турнір                             | Рівень     | Покриття | Партнер         | Суперники                         | Рахунок       |
| --------- | --- | -------- | ---------------------------------- | ---------- | -------- | --------------- | --------------------------------- | ------------- |
| Перемога  | 1–0 | Тра 1993 | Куала-Лумпур, Малайзія             | Челленджер | Тверде   | Ендрю Флорент   | Йост Віннінк Маріус Барнард       | 6–4, 6–4      |
| Перемога  | 2–0 | Гру 1993 | Аделаїда, Австралія                | Челленджер | Трава    | Ендрю Флорент   | Вен Еллвуд Марк Філіппуссіс       | 6–1, 6–3      |
| Перемога  | 3–0 | Гру 1993 | Лонсестон, Австралія               | Челленджер | Килим    | Ендрю Флорент   | Майкл Теббутт Сендон Столл        | 6–4, 6–0      |
| Поразка   | 3–1 | Лип 1994 | Ньюкасл-апон-Тайн, Велика Британія | Челленджер | Тверде   | Том Кемперс     | Ніл Брод Саймон Юл                | 4–6, 7–6, 4–6 |
| Перемога  | 4–1 | Лип 1994 | Оберштауфен, Німеччина             | Челленджер | Ґрунт    | Кірк Гейґарт    | Алекс Лопес Морон Массімо Валері  | 6–3, 6–2      |
| Поразка   | 4–2 | Кві 1995 | Нагоя, Японія                      | Челленджер | Тверде   | Ендрю Кратцманн | Леандер Паес Кевін Ульєтт         | 6–7, 5–7      |
| Перемога  | 5–2 | Гру 1995 | Перт, Австралія                    | Челленджер | Тверде   | Ендрю Флорент   | Ендрю Кратцманн Вейн Артурс       | 6–4, 6–4      |
| Перемога  | 6–2 | Чер 1996 | Фюрт, Німеччина                    | Челленджер | Ґрунт    | Том Кемперс     | Александар Кітінов Габор Кевеш    | 6–4, 6–7, 6–4 |
| Поразка   | 6–3 | Чер 2002 | Сербітон, Велика Британія          | Челленджер | Трава    | Девід Адамс     | Андре Са Джим Томас               | 5–7, 6–2, 3–6 |
| Перемога  | 7–3 | Чер 2003 | Сербітон, Велика Британія          | Челленджер | Трава    | Ендрю Кратцманн | Жан-Франсуа Башело Грегорі Карраз | 6–3, 6–2      |

## Досягнення
| W | Ф | ПФ | ЧФ | #Р | КТ | К# | DNQ | A | NH |

### Одиночний розряд
| Турніри Великого шлему                 |     |     |     |     |     |     |     |     |     |       |     |    |
| Відкритий чемпіонат Австралії з тенісу | К1р | К1р | К1р | К1р | 1р  | К1р | К1р |     | К3р | 0 / 1 | 0–1 | 0% |
| Відкритий чемпіонат Франції з тенісу   |     |     |     |     | 1р  | К2р |     |     |     | 0 / 1 | 0–1 | 0% |
| Вімблдонський турнір                   |     |     |     |     | К1р | К1р | К1р |     |     | 0 / 0 | 0–0 | –  |
| Відкритий чемпіонат США з тенісу       |     |     |     |     | К3р | К1р |     |     |     | 0 / 0 | 0–0 | –  |
| В-П                                    | 0–0 | 0–0 | 0–0 | 0–0 | 0–2 | 0–0 | 0–0 | 0–0 | 0–0 | 0 / 2 | 0–2 | 0% |

### Парний розряд
| Турніри Великого шлему                 |                   |                   |                   |                   |                   |                   |                   |                  |                  |              |                   |                   |                   |                   |        |       |     |
| Відкритий чемпіонат Австралії з тенісу |                   |                   | 1р                | 2р                | 1р                | 2р                | 1р                | 2р               | 1р               | ЧФ           | ЧФ                | 3р                | 1р                | 1р                | 0 / 12 | 11–12 | 48% |
| Відкритий чемпіонат Франції з тенісу   |                   |                   |                   | 3р                | 3р                | 1р                | ЧФ                | 3р               |                  | 3р           | 3р                | 2р                | 3р                |                   | 0 / 9  | 16–9  | 64% |
| Вімблдонський турнір                   | К1р               |                   |                   | 1р                | 2р                | 1р                | 1р                | 1р               |                  | 2р           | 2р                | 3р                | 3р                | 1р                | 0 / 10 | 7–10  | 41% |
| Відкритий чемпіонат США з тенісу       |                   |                   |                   | 1р                | 1р                | 1р                | 1р                | 1р               |                  | 1р           | 3р                | 1р                | 3р                |                   | 0 / 9  | 3–9   | 25% |
| В-П                                    | 0–0               | 0–0               | 0–1               | 3–4               | 3–4               | 1–4               | 3–4               | 3–4              | 0–1              | 6–4          | 8–4               | 5–4               | 5–4               | 0–2               | 0 / 40 | 37–40 | 48% |
| Чемпіонати закінчення сезону           |                   |                   |                   |                   |                   |                   |                   |                  |                  |              |                   |                   |                   |                   |        |       |     |
| Фінал ATP                              | Не кваліфікувався | Не кваліфікувався | Не кваліфікувався | Не кваліфікувався | Не кваліфікувався | Не кваліфікувався | Не кваліфікувався | Alt              | DNQ              | RR           | Не кваліфікувався | Не кваліфікувався | Не кваліфікувався | Не кваліфікувався | 0 / 2  | 2–2   | 50% |
| Тур ATP Мастерс 1000                   |                   |                   |                   |                   |                   |                   |                   |                  |                  |              |                   |                   |                   |                   |        |       |     |
| Індіан-Веллс                           |                   |                   |                   |                   |                   | 2р                | 1р                | ПФ               | 1р               | 1р           | ПФ                | ЧФ                | 2р                |                   | 0 / 8  | 10–8  | 56% |
| Відкритий чемпіонат Маямі з тенісу     |                   |                   |                   |                   |                   | ЧФ                |                   | 2р               | 2р               |              |                   | ЧФ                | 2р                |                   | 0 / 5  | 7–5   | 58% |
| Монте-Карло                            |                   |                   |                   |                   |                   | 1р                | 1р                | 1р               | 1р               | 2р           | Ф                 | 1р                | 2р                |                   | 0 / 8  | 6–8   | 43% |
| Гамбург                                |                   |                   |                   |                   | 2р                | 1р                | ЧФ                | ЧФ               |                  | ПФ           | 1р                | ЧФ                | 2р                |                   | 0 / 8  | 11–8  | 58% |
| Мастерс Рим                            |                   |                   |                   |                   | 2р                | ЧФ                | 2р                | 1р               |                  | 2р           | 1р                | ПФ                | ЧФ                |                   | 0 / 8  | 9–8   | 53% |
| Мастерс Канада                         |                   |                   |                   |                   |                   |                   | 1р                | 2р               |                  | Ф            |                   | ПФ                | ЧФ                |                   | 0 / 5  | 10–5  | 67% |
| Мастерс Цинциннаті                     |                   |                   |                   |                   |                   | 1р                | 1р                | 1р               |                  | 2р           |                   | ЧФ                | 1р                |                   | 0 / 6  | 3–6   | 33% |
| Штутгарт                               | Не серія Мастерс  | Не серія Мастерс  | Не серія Мастерс  | Не серія Мастерс  | Не серія Мастерс  | Не серія Мастерс  | Не серія Мастерс  | Не серія Мастерс | Не серія Мастерс | 1р           | 1р                | Не серія Мастерс  | Не серія Мастерс  | Не серія Мастерс  | 0 / 2  | 0–2   | 0%  |
| Мадрид                                 | Не проводили      | Не проводили      | Не проводили      | Не проводили      | Не проводили      | Не проводили      | Не проводили      | Не проводили     | Не проводили     | Не проводили | Не проводили      | 2р                |                   |                   | 0 / 1  | 0–1   | 0%  |
| Париж                                  |                   |                   |                   |                   |                   |                   | ЧФ                | 1р               |                  |              | ЧФ                | 2р                |                   |                   | 0 / 4  | 3–4   | 43% |
| В-П                                    | 0–0               | 0–0               | 0–0               | 0–0               | 2–2               | 6–6               | 5–7               | 6–8              | 0–3              | 14–7         | 4–6               | 15–9              | 7–7               | 0–0               | 0 / 55 | 59–55 | 52% |

### Мікст
| Турніри Великого шлему                 |     |     |     |     |     |     |     |     |     |     |        |       |     |
| Відкритий чемпіонат Австралії з тенісу |     |     |     | ЧФ  | 1р  | 1р  |     | Ф   | 1р  | 2р  | 0 / 6  | 7–6   | 54% |
| Відкритий чемпіонат Франції з тенісу   | 3р  | 2р  | 1р  | 1р  | ЧФ  |     | 1р  | 1р  | 2р  | 1р  | 0 / 9  | 6–9   | 40% |
| Вімблдонський турнір                   |     | 2р  | 3р  | 1р  | 1р  |     | ПФ  | 1р  | 3р  | 2р  | 0 / 8  | 10–8  | 56% |
| Відкритий чемпіонат США з тенісу       |     |     | ЧФ  | 1р  | 1р  |     | ЧФ  | 2р  |     | 1р  | 0 / 6  | 5–6   | 45% |
| В-П                                    | 2–1 | 2–2 | 4–3 | 2–4 | 2–4 | 0–1 | 6–3 | 5–4 | 3–3 | 2–4 | 0 / 29 | 28–29 | 49% |